# Chapeltown, Lancashire
Chapeltown är en by i civil parish North Turton, i distriktet Blackburn with Darwen, i grevskapet Lancashire, i England. Byn är belägen 13 km från Blackburn. Byn hade 572 invånare år 2021.